# 강구항

강구항 전경

강구항(江口港)은 경상북도 영덕군 강구면 강구리의 오십천 하구 전면에 있는 항구이다. 종전 대한민국 농림수산식품부에서 국가어항으로 관리하여 왔으나, 2011년 3월 9일 국토해양부에서 관리하는 연안항으로 항종을 변경, 지정되었다.

## 연혁
- 강구항이 위치한 강구리는 오십천 강 어구에 있다고 해서 강구리로 불린다. 전설에 의하면 마을을 처음 개척한 이는 태풍을 만나 표류하다가 이곳으로 대피한 안씨와 이씨라고 한다.
- 근해의 풍부한 수산자원을 보유한 동해안의 주요어항 중의 하나인 강구항은 1995년 연안항에서 국가어항으로 변경된 후 1999년 항내매몰방지대책을 수립하면서 현재의 항세를 갖추게 되었다.[1]
- 2010년 12월 8일 국토해양부는 강구항을 연안항으로 지정할 계획[2]이라고 밝혔으며, 2011년 3월 9일 공포된 항만법시행령 개정에 따라 연안항으로 지정[3] 됨에 따라 2011년 3월 15일 농림수산식품부장관이 국가어항 지정을 해제하였다.[4]
- 2012년 11월 28일 국토해양부는 강구항 기본계획을 고시하였다.[5]

## 특색
- 강구항은 동해안에서 손꼽히는 미항으로 하천을 따라 오르며 열려있는 다소 좁고 긴 포구는 짜임새 있는 어항 풍경을 그대로 간직하고 있는 아름다운 곳이다.[6]

## 볼거리
- 2010년 10월 5일 강구항 입구에 대형 범선모형의 조형물이 설치되었다.[7]

## 먹거리
- 동해안의 주요 어항 중에 하나로 한류와 난류가 교차하는 지점에 위치하고 있어 수산자원이 풍부해 오징어, 대게, 청어, 방어 등이 많이 잡힌다. 또한 울진에서 유명한 영덕대게를 11월부터 이듬해 4월까지 본격적으로 맛볼 수 있다.

## 지역 축제
- 영덕대게축제
- 오십천황금은어축제
- 산사음악축제
- 강구 해맞이 축제